# Too Old to Rock'n'Roll: Too Young to Die!
Too Old to Rock'n'Roll: Too Young to Die! — дев'ятий студійний альбом англійської групи Jethro Tull, який був випущений 23 квітня 1976 року.

## Композиції
1. Quizz Kid — 5:09
2. Crazed Institution — 4:48
3. Salamander — 2:51
4. Taxi Grab — 3:54
5. From a Dead Beat to an Old Greaser — 4:09
6. Bad-Eyed and Loveless — 2:12
7. Big Dipper — 3:35
8. Too Old to Rock 'n' Roll: Too Young to Die — 5:44
9. Pied Piper — 4:32
10. The Chequered Flag (Dead or Alive) — 5:32

## Учасники запису
- Мартін Барр — гітара
- Ян Андерсон — флейта, фортепіано, вокал
- Баррімор Барлоу — барабани
- Джон Гласкок — бас-гітара
- Джон Еван — клавіші